# Hóquei sobre a grama nos Jogos Olímpicos de Verão de 2020 - Feminino
O torneio feminino de hóquei sobre a grama nos Jogos Olímpicos de Verão de 2020 foi realizado entre 24 de julho e 6 de agosto de 2021, com os jogos sendo disputados nos campos Norte e Sul do Estádio de Hóquei Oi, em Tóquio.
Originalmente programado para ser realizado em 2020, em 24 de março de 2020 as Olimpíadas foram adiadas para 2021 devido à pandemia de COVID-19. Pela mesma razão as partidas foram realizadas com os portões fechados.
Os Países Baixos ganharam seu quarto título olímpico, após vencer por a 3–1 a Argentina na final. A então campeã, Grã-Bretanha, venceu a medalha de bronze após derrotar a Índia por 4–3.

## Medalhistas
|  | NED Países Baixos |  | ARG Argentina |  | GBR Grã-Bretanha |
|  | Felice Albers Eva de Goede Xan de Waard Marloes Keetels Josine Koning Sanne Koolen Laurien Leurink Frédérique Matla Laura Nunnink Malou Pheninckx Pien Sanders Lauren Stam Margot van Geffen Caia van Maasakker Maria Verschoor Lidewij Welten |  | Agustina Albertarrio Agostina Alonso Noel Barrionuevo Valentina Costa Biondi Emilia Forcherio Agustina Gorzelany María José Granatto Victoria Granatto Julieta Jankunas Sofía Maccari Delfina Merino Valentina Raposo Rocío Sánchez Moccia Micaela Retegui Victoria Sauze Belén Succi Sofía Toccalino Eugenia Trinchinetti |  | Giselle Ansley Grace Balsdon Fiona Crackles Maddie Hinch Sarah Jones Hannah Martin Shona McCallin Lily Owsley Hollie Pearne-Webb Isabelle Petter Ellie Rayer Sarah Robertson Anna Toman Susannah Townsend Laura Unsworth Leah Wilkinson |

## Calendário
| G | Fase de grupos | QF | Quartas de final | SF | Semifinais | B | Disputa pelo bronze | F | Final |

| DataEvento       | Sáb 24 jul | Dom 25 jul | Seg 26 jul | Ter 27 jul | Qua 28 jul | Qui 29 jul | Sex 30 jul | Sáb 31 jul | Dom 1 ago | Seg 2 ago | Ter 3 ago | Qua 4 ago | Qui 5 ago | Qui 5 ago | Sex 6 ago | Sex 6 ago |
| ---------------- | ---------- | ---------- | ---------- | ---------- | ---------- | ---------- | ---------- | ---------- | --------- | --------- | --------- | --------- | --------- | --------- | --------- | --------- |
| Torneio feminino | G          | G          | G          |            | G          | G          | G          | G          |           | QF        |           | SF        |           |           | B         | F         |

## Qualificação
Doze equipes se classificaram para o torneio masculino de hóquei sobre a grama:
| Método                        | Data                                | Local         | Vagas | Classificado                                                            |
| ----------------------------- | ----------------------------------- | ------------- | ----- | ----------------------------------------------------------------------- |
| País-sede                     | —                                   | —             | 1     | Japão                                                                   |
| Jogos Asiáticos de 2018       | 19 de agosto–1 de setembro de 2018  | Indonésia     | 0     | –A                                                                      |
| Jogos Pan-Americanos de 2019  | 29 de julho–9 de agosto de 2019     | Peru          | 1     | Argentina                                                               |
| Pré-Olímpico Africano de 2019 | 12–18 de agosto de 2019             | África do Sul | 1     | África do Sul                                                           |
| Campeonato Europeu de 2019    | 17–25 de agosto de 2019             | Bélgica       | 1     | Países Baixos                                                           |
| Copa da Oceania de 2019       | 5–8 de setembro de 2019             | Austrália     | 1     | Nova Zelândia                                                           |
| Pré-Olímpico Mundial de 2019  | 25 de outubro–3 de novembro de 2019 | vários        | 7     | Alemanha · Austrália · China · Espanha · Grã-Bretanha · Índia · Irlanda |
| Total                         |                                     |               | 12    |                                                                         |

↑A  – Como o Japão se classificou tanto como anfitrião como pelo torneio continental, a vaga foi realocada ao pré-olímpico da FIH em vez de ir para o vice-campeão asiático.

## Formato
As doze equipes participantes foram divididas em dois grupos de seis, com cada equipe enfrentando as outras dentro de seu grupo, totalizando cinco jogos. Após a conclusão da fase de grupo, as quatro primeiras equipes de cada um avançaram para as quartas de final. Os dois vencedores das semifinais se enfrentaram pela medalha de ouro, enquanto os perdedores das semifinais disputaram a medalha de bronze.

## Árbitros
Um total de 14 árbitros foram selecionados pela Federação Internacional de Hóquei (FIH) e anunciados em 11 de setembro de 2019.
- ARG Carolina de la Fuente
- ARG Irene Presenqui
- AUS Aleisha Neumann
- BEL Laurine Delforge
- CHN Liu Xiaoying
- GER Michelle Meister
- GBR Sarah Wilson
- JPN Emi Yamada
- NZL Amber Church
- NZL Kelly Hudson
- RSA Michelle Joubert
- RSA Annelize Rostron
- TTO Ayanna McClean
- USA Maggie Giddens

## Fase de grupos
A competição começou com uma fase de grupos de seis equipas em que cada uma das seleções defrontou as outras cinco por uma vez. As quatro primeiras avançaram para a fase final.
Todas as partidas seguem o fuso horário local (UTC+9).
|  | Equipes classificadas às quartas de final |

### Grupo A
| Pos | Equipe        | P  | J | V | E | D | GP | GC | SG  |
| --- | ------------- | -- | - | - | - | - | -- | -- | --- |
| 1   | Países Baixos | 15 | 5 | 5 | 0 | 0 | 18 | 2  | +16 |
| 2   | Alemanha      | 12 | 5 | 4 | 0 | 1 | 13 | 7  | +6  |
| 3   | Grã-Bretanha  | 9  | 5 | 3 | 0 | 2 | 11 | 5  | +6  |
| 4   | Índia         | 6  | 5 | 2 | 0 | 3 | 7  | 14 | –7  |
| 5   | Irlanda       | 3  | 5 | 1 | 0 | 4 | 4  | 11 | –7  |
| 6   | África do Sul | 0  | 5 | 0 | 0 | 5 | 5  | 19 | –14 |

Ordenamento da classificação: 1) Pontos; 2) Vitórias; 3) Diferença de gol(o)s; 4) Gol(o)s marcados; 5) Confronto direto; 6) Gol(o)s diretos (field goals) marcados.

| 24 de julho 20:45                                         |           |          |                                                                                                |
| Países Baixos                                             | 5 – 1     | Índia    | Campo Norte, Estádio de Hóquei Oi, Tóquio Árbitros: ARG Carolina de la Fuente NZL Amber Church |
| Albers 6', 43' Van Geffen 33' Matla 45' Van Maasakker 52' | Relatório | Rani 10' | Campo Norte, Estádio de Hóquei Oi, Tóquio Árbitros: ARG Carolina de la Fuente NZL Amber Church |

| 24 de julho 21:15    |           |               |                                                                                   |
| Irlanda              | 2 – 0     | África do Sul | Campo Sul, Estádio de Hóquei Oi, Tóquio Árbitros: NZL Kelly Hudson JPN Emi Yamada |
| Upton 9' Torrans 45' | Relatório |               | Campo Sul, Estádio de Hóquei Oi, Tóquio Árbitros: NZL Kelly Hudson JPN Emi Yamada |

| 25 de julho 9:30 |           |                          |                                                                                          |
| Grã-Bretanha     | 1 – 2     | Alemanha                 | Campo Norte, Estádio de Hóquei Oi, Tóquio Árbitros: CHN Liu Xiaoying ARG Irene Presenqui |
| Jones 13'        | Relatório | Huse 24' Stapenhorst 33' | Campo Norte, Estádio de Hóquei Oi, Tóquio Árbitros: CHN Liu Xiaoying ARG Irene Presenqui |

| 26 de julho 10:00                             |           |         |                                                                                         |
| Países Baixos                                 | 4 – 0     | Irlanda | Campo Sul, Estádio de Hóquei Oi, Tóquio Árbitros: GER Michelle Meister CHN Liu Xiaoying |
| Albers 8' Pheninckx 49' Leurink 50' Matla 56' | Relatório |         | Campo Sul, Estádio de Hóquei Oi, Tóquio Árbitros: GER Michelle Meister CHN Liu Xiaoying |

| 26 de julho 18:30 |           |                                       |                                                                                                  |
| África do Sul     | 1 – 4     | Grã-Bretanha                          | Campo Norte, Estádio de Hóquei Oi, Tóquio Árbitros: ARG Carolina de la Fuente USA Maggie Giddens |
| Walraven 6'       | Relatório | Rayer 29', 50' Toman 39' Unsworth 40' | Campo Norte, Estádio de Hóquei Oi, Tóquio Árbitros: ARG Carolina de la Fuente USA Maggie Giddens |

| 26 de julho 21:15       |           |       |                                                                                   |
| Alemanha                | 2 – 0     | Índia | Campo Sul, Estádio de Hóquei Oi, Tóquio Árbitros: GBR Sarah Wilson JPN Emi Yamada |
| Lorenz 12' Schröder 35' | Relatório |       | Campo Sul, Estádio de Hóquei Oi, Tóquio Árbitros: GBR Sarah Wilson JPN Emi Yamada |

| 28 de julho 09:30                                   |           |               |                                                                                         |
| Países Baixos                                       | 5 – 0     | África do Sul | Campo Norte, Estádio de Hóquei Oi, Tóquio Árbitros: NZL Amber Church TTO Ayanna McClean |
| Matla 16', 35' Keetels 42' Albers 52' Verschoor 55' | Relatório |               | Campo Norte, Estádio de Hóquei Oi, Tóquio Árbitros: NZL Amber Church TTO Ayanna McClean |

| 28 de julho 10:00                     |           |              |                                                                                            |
| Grã-Bretanha                          | 4 – 1     | Índia        | Campo Sul, Estádio de Hóquei Oi, Tóquio Árbitros: BEL Laurine Delforge AUS Aleisha Neumann |
| Martin 2', 19' Owsley 41' Balsdon 57' | Relatório | Sharmila 23' | Campo Sul, Estádio de Hóquei Oi, Tóquio Árbitros: BEL Laurine Delforge AUS Aleisha Neumann |

| 28 de julho 12:15                       |           |                         |                                                                                         |
| Alemanha                                | 4 – 2     | Irlanda                 | Campo Sul, Estádio de Hóquei Oi, Tóquio Árbitros: USA Michelle Joubert GBR Sarah Wilson |
| Altenburg 10', 40' Pieper 20' Hauke 55' | Relatório | Tice 42' McLoughlin 51' | Campo Sul, Estádio de Hóquei Oi, Tóquio Árbitros: USA Michelle Joubert GBR Sarah Wilson |

| 29 de julho 19:00 |           |               |                                                                                            |
| Grã-Bretanha      | 0 – 1     | Países Baixos | Campo Sul, Estádio de Hóquei Oi, Tóquio Árbitros: RSA Michelle Joubert AUS Aleisha Neumann |
|                   | Relatório | Matla 13'     | Campo Sul, Estádio de Hóquei Oi, Tóquio Árbitros: RSA Michelle Joubert AUS Aleisha Neumann |

| 30 de julho 09:30 |           |                                               |                                                                                       |
| África do Sul     | 1 – 4     | Alemanha                                      | Campo Norte, Estádio de Hóquei Oi, Tóquio Árbitros: JPN Emi Yamada USA Maggie Giddens |
| Marks 53'         | Relatório | Altenburg 2', 24' Zimmermann 10' Schröder 49' | Campo Norte, Estádio de Hóquei Oi, Tóquio Árbitros: JPN Emi Yamada USA Maggie Giddens |

| 30 de julho 11:45 |           |             |                                                                                              |
| Irlanda           | 0 – 1     | Índia       | Campo Norte, Estádio de Hóquei Oi, Tóquio Árbitros: AUS Aleisha Neumann RSA Annelize Rostron |
|                   | Relatório | Navneet 57' | Campo Norte, Estádio de Hóquei Oi, Tóquio Árbitros: AUS Aleisha Neumann RSA Annelize Rostron |

| 31 de julho 12:15             |           |                                  |                                                                                     |
| Índia                         | 4 – 3     | África do Sul                    | Campo Sul, Estádio de Hóquei Oi, Tóquio Árbitros: NZL Amber Church CHN Liu Xiaoying |
| Vandana 4', 17', 49' Neha 32' | Relatório | Glasby 15' Hunter 30' Marais 39' | Campo Sul, Estádio de Hóquei Oi, Tóquio Árbitros: NZL Amber Church CHN Liu Xiaoying |

| 31 de julho 18:30 |           |                          |                                                                                          |
| Alemanha          | 1 – 3     | Países Baixos            | Campo Norte, Estádio de Hóquei Oi, Tóquio Árbitros: ARG Irene Presenqui NZL Kelly Hudson |
| Zimmermann 23'    | Relatório | Matla 8', 56' Welten 14' | Campo Norte, Estádio de Hóquei Oi, Tóquio Árbitros: ARG Irene Presenqui NZL Kelly Hudson |

| 31 de julho 20:45 |           |                         |                                                                                              |
| Irlanda           | 0 – 2     | Grã-Bretanha            | Campo Norte, Estádio de Hóquei Oi, Tóquio Árbitros: ARG Carolina de la Fuente JPN Emi Yamada |
|                   | Relatório | Townsend 17' Martin 32' | Campo Norte, Estádio de Hóquei Oi, Tóquio Árbitros: ARG Carolina de la Fuente JPN Emi Yamada |

### Grupo B
| Pos | Equipe        | P  | J | V | E | D | GP | GC | SG  |
| --- | ------------- | -- | - | - | - | - | -- | -- | --- |
| 1   | Austrália     | 15 | 5 | 5 | 0 | 0 | 13 | 1  | +12 |
| 2   | Espanha       | 9  | 5 | 3 | 0 | 2 | 9  | 8  | +1  |
| 3   | Argentina     | 9  | 5 | 3 | 0 | 2 | 8  | 8  | 0   |
| 4   | Nova Zelândia | 6  | 5 | 2 | 0 | 3 | 8  | 7  | +1  |
| 5   | China         | 6  | 5 | 2 | 0 | 3 | 9  | 16 | –7  |
| 6   | Japão         | 0  | 5 | 0 | 0 | 5 | 6  | 13 | –7  |

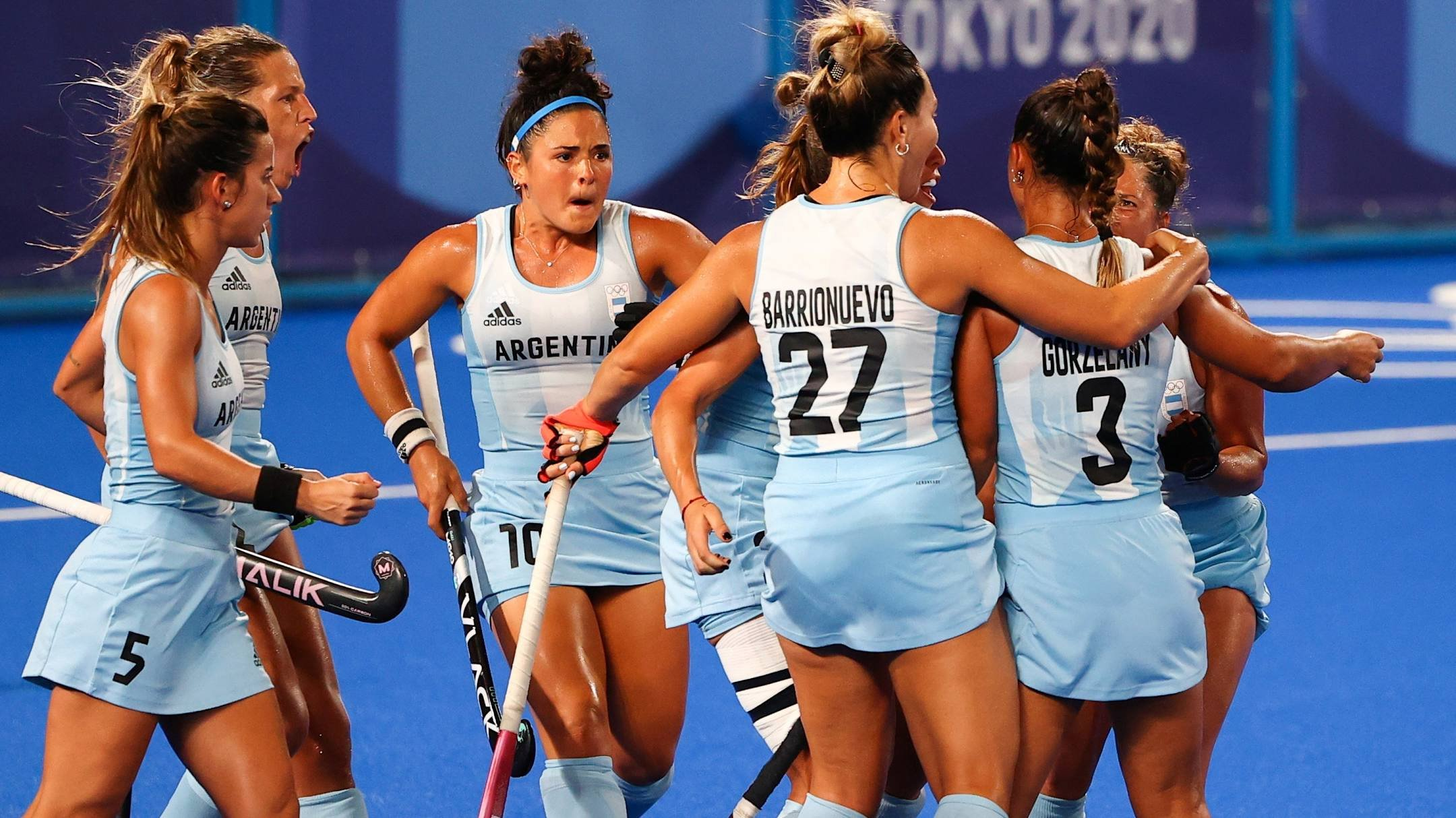
Equipe da Argentina comemorando um gol

Ordenamento da classificação: 1) Pontos; 2) Vitórias; 3) Diferença de gol(o)s; 4) Gol(o)s marcados; 5) Confronto direto; 6) Gol(o)s diretos (field goals) marcados.

| 25 de julho 10:00                  |           |           |                                                                                             |
| Austrália                          | 3 – 1     | Espanha   | Campo Sul, Estádio de Hóquei Oi, Tóquio Árbitros: RSA Michelle Joubert RSA Annelize Rostron |
| Malone 31' Chalker 32' Stewart 37' | Relatório | Pérez 33' | Campo Sul, Estádio de Hóquei Oi, Tóquio Árbitros: RSA Michelle Joubert RSA Annelize Rostron |

| 25 de julho 11:15                     |           |                                    |                                                                                             |
| Japão                                 | 3 – 4     | China                              | Campo Norte, Estádio de Hóquei Oi, Tóquio Árbitros: TTO Ayanna McClean GER Michelle Meister |
| Nomura 21' Y. Nagai 31' H. Nagai 45+' | Relatório | Gu 10', 35' Zhang Y. 20' Liang 52' | Campo Norte, Estádio de Hóquei Oi, Tóquio Árbitros: TTO Ayanna McClean GER Michelle Meister |

| 25 de julho 12:15               |           |           |                                                                                           |
| Nova Zelândia                   | 3 – 0     | Argentina | Campo Sul, Estádio de Hóquei Oi, Tóquio Árbitros: GBR Ayanna McClean USA Michelle Meister |
| Smith 35' Ralph 40' Pearson 54' | Relatório |           | Campo Sul, Estádio de Hóquei Oi, Tóquio Árbitros: GBR Ayanna McClean USA Michelle Meister |

| 26 de julho 12:15                                             |           |       |                                                                                         |
| Austrália                                                     | 6 – 0     | China | Campo Sul, Estádio de Hóquei Oi, Tóquio Árbitros: NZL Amber Church BEL Laurine Delforge |
| Chalker 16', 22' Peris 31' Malone 54' Kershaw 56' Stewart 58' | Relatório |       | Campo Sul, Estádio de Hóquei Oi, Tóquio Árbitros: NZL Amber Church BEL Laurine Delforge |

| 26 de julho 19:00                          |           |         |                                                                                          |
| Argentina                                  | 3 – 0     | Espanha | Campo Sul, Estádio de Hóquei Oi, Tóquio Árbitros: TTO Ayanna McClean AUS Aleisha Neumann |
| Raposo 47' Albertarrio 57' Barrionuevo 59' | Relatório |         | Campo Sul, Estádio de Hóquei Oi, Tóquio Árbitros: TTO Ayanna McClean AUS Aleisha Neumann |

| 26 de julho 20:45 |           |                     |                                                                                              |
| Japão             | 1 – 2     | Nova Zelândia       | Campo Norte, Estádio de Hóquei Oi, Tóquio Árbitros: ARG Irene Presenqui RSA Annelize Rostron |
| Oikawa 18'        | Relatório | Merry 26' Ralph 29' | Campo Norte, Estádio de Hóquei Oi, Tóquio Árbitros: ARG Irene Presenqui RSA Annelize Rostron |

| 28 de julho 11:45 |           |                       | |
| Nova Zelândia     | 1 – 2     | Espanha               | Campo Norte, Estádio de Hóquei Oi, Tóquio Árbitros: ARG Carolina de la Fuente GER Michelle Meister |
| Smith 35'         | Relatório | Iglesias 8' Riera 22' | Campo Norte, Estádio de Hóquei Oi, Tóquio Árbitros: ARG Carolina de la Fuente GER Michelle Meister |

| 28 de julho 18:30 |           |                    |                                                                                         |
| Japão             | 0 – 1     | Austrália          | Campo Norte, Estádio de Hóquei Oi, Tóquio Árbitros: USA Maggie Giddens CHN Liu Xiaoying |
|                   | Relatório | M. Fitzpatrick 33' | Campo Norte, Estádio de Hóquei Oi, Tóquio Árbitros: USA Maggie Giddens CHN Liu Xiaoying |

| 28 de julho 19:00               |           |                   |                                                                                       |
| Argentina                       | 3 – 2     | China             | Campo Sul, Estádio de Hóquei Oi, Tóquio Árbitros: RSA Annelize Rostron JPN Emi Yamada |
| Gorzelany 18', 24' Jankunas 54' | Relatório | Li H. 52' Liu 56' | Campo Sul, Estádio de Hóquei Oi, Tóquio Árbitros: RSA Annelize Rostron JPN Emi Yamada |

| 29 de julho 18:30     |           |       |                                                                                              |
| Espanha               | 2 – 0     | China | Campo Norte, Estádio de Hóquei Oi, Tóquio Árbitros: GER Michelle Meister ARG Irene Presenqui |
| Pérez 4' Bonastre 19' | Relatório |       | Campo Norte, Estádio de Hóquei Oi, Tóquio Árbitros: GER Michelle Meister ARG Irene Presenqui |

| 29 de julho 20:45 |           |                               |                                                                                         |
| Japão             | 1 – 2     | Argentina                     | Campo Norte, Estádio de Hóquei Oi, Tóquio Árbitros: NZL Kelly Hudson TTO Ayanna McClean |
| Mori 19'          | Relatório | Gorzelany 10' M. Granatto 45' | Campo Norte, Estádio de Hóquei Oi, Tóquio Árbitros: NZL Kelly Hudson TTO Ayanna McClean |

| 29 de julho 21:15 |           |             |                                                                                         |
| Nova Zelândia     | 0 – 1     | Austrália   | Campo Sul, Estádio de Hóquei Oi, Tóquio Árbitros: GBR Sarah Wilson BEL Laurine Delforge |
|                   | Relatório | Chalker 34' | Campo Sul, Estádio de Hóquei Oi, Tóquio Árbitros: GBR Sarah Wilson BEL Laurine Delforge |

| 31 de julho 09:30             |           |                        |                                                                                             |
| China                         | 3 – 2     | Nova Zelândia          | Campo Norte, Estádio de Hóquei Oi, Tóquio Árbitros: BEL Laurine Delforge TTO Ayanna McClean |
| Liu 24' Chen Y. 37' Liang 54' | Relatório | Gunson 20' Keddell 45' | Campo Norte, Estádio de Hóquei Oi, Tóquio Árbitros: BEL Laurine Delforge TTO Ayanna McClean |

| 31 de julho 10:00 |           |                                                     |                                                                                       |
| Japão             | 1 – 4     | Espanha                                             | Campo Sul, Estádio de Hóquei Oi, Tóquio Árbitros: GBR Sarah Wilson USA Maggie Giddens |
| Mori 6'           | Relatório | Barrios 25' García Grau 38' Mejías 55' Bonastre 57' | Campo Sul, Estádio de Hóquei Oi, Tóquio Árbitros: GBR Sarah Wilson USA Maggie Giddens |

| 31 de julho 11:45 |           |                                |                                                                                         |
| Argentina         | 0 – 2     | Austrália                      | Campo Norte, Estádio de Hóquei Oi, Tóquio Árbitros: GER Sarah Wilson RSA Maggie Giddens |
|                   | Relatório | S. Fitzpatrick 49' Chalker 59' | Campo Norte, Estádio de Hóquei Oi, Tóquio Árbitros: GER Sarah Wilson RSA Maggie Giddens |

## Fase final
Depois da fase de grupos seguiu-se a fase final eliminatória, com cada seleção a defrontar um adversário em jogo único até a definição das equipes medalhistas.
|  | Quartas de final    | Quartas de final |               |       | Semifinal           | Semifinal           |  |  | Final       | Final |
|  |                     |                  |               |       |                     |                     |  |  |             |       |
|  | 2 de agosto         |                  |               |       |                     |                     |  |  |             |       |
|  |                     |                  |               |       |                     |                     |  |  |             |       |
|  | Países Baixos       | 3                |               |       |                     |                     |  |  |             |       |
|  | Países Baixos       | 3                | 4 de agosto   |       |                     |                     |  |  |             |       |
|  | Nova Zelândia       | 0                |               |       |                     |                     |  |  |             |       |
|  | Nova Zelândia       | 0                | Países Baixos | 5     |                     |                     |  |  |             |       |
|  | 2 de agosto         |                  | Países Baixos | 5     |                     |                     |  |  |             |       |
|  |                     | Grã-Bretanha     | 1             |       |                     |                     |  |  |             |       |
|  | Espanha             | Grã-Bretanha     | 1             | 2 (0) |                     |                     |  |  |             |       |
|  | Espanha             |                  | 6 de agosto   | 2 (0) |                     |                     |  |  |             |       |
|  | Grã-Bretanha (pen.) | 2 (2)            |               |       |                     |                     |  |  |             |       |
|  | Grã-Bretanha (pen.) | 2 (2)            | Países Baixos | 3     |                     |                     |  |  |             |       |
|  | 2 de agosto         |                  | Países Baixos | 3     |                     |                     |  |  |             |       |
|  |                     | Argentina        | 1             |       |                     |                     |  |  |             |       |
|  | Alemanha            | Argentina        | 1             | 0     |                     |                     |  |  |             |       |
|  | Alemanha            | 4 de agosto      |               | 0     |                     |                     |  |  |             |       |
|  | Argentina           | 3                |               |       |                     |                     |  |  |             |       |
|  | Argentina           | 3                | Argentina     | 2     | Disputa pelo bronze | Disputa pelo bronze |  |  |             |       |
|  | 2 de agosto         |                  | Argentina     | 2     | Disputa pelo bronze | Disputa pelo bronze |  |  |             |       |
|  |                     | Índia            | 1             |       |                     |                     |  |  |             |       |
|  | Austrália           | Índia            | 1             | 0     | Grã-Bretanha        | 4                   |  |  |             |       |
|  | Austrália           |                  |               | 0     | Grã-Bretanha        | 4                   |  |  |             |       |
|  | Índia               | 1                |               | Índia | 3                   |                     |  |  |             |       |
|  | Índia               | 1                |               |       | 3                   |                     |  |  |             |       |
|  |                     |                  |               |       |                     |                     |  |  | 6 de agosto |       |
|  |                     |                  |               |       |                     |                     |  |  |             |       |

### Quartas de final
| 2 de agosto 09:30 |           |                                            |                                                                                           |
| Alemanha          | 0 – 3     | Argentina                                  | Campo Norte, Estádio de Hóquei Oi, Tóquio Árbitros: BEL Laurine Delforge NZL Amber Church |
|                   | Relatório | Albertarrio 27' V. Granatto 29' Raposo 52' | Campo Norte, Estádio de Hóquei Oi, Tóquio Árbitros: BEL Laurine Delforge NZL Amber Church |

| 2 de agosto 12:00 |           |            |                                                                                                   |
| Austrália         | 0 – 1     | Índia      | Campo Norte, Estádio de Hóquei Oi, Tóquio Árbitros: ARG Carolina de la Fuente ARG Irene Presenqui |
|                   | Relatório | Gurjit 22' | Campo Norte, Estádio de Hóquei Oi, Tóquio Árbitros: ARG Carolina de la Fuente ARG Irene Presenqui |

| 2 de agosto 18:30            |           |               |                                                                                              |
| Países Baixos                | 3 – 0     | Nova Zelândia | Campo Norte, Estádio de Hóquei Oi, Tóquio Árbitros: GER Michelle Meiste RSA Michelle Joubert |
| Welten 7' Matla 21' Stam 37' | Relatório |               | Campo Norte, Estádio de Hóquei Oi, Tóquio Árbitros: GER Michelle Meiste RSA Michelle Joubert |

| 2 de agosto 21:00                   |           |                        |                                                                                              |
| Espanha                             | 2 – 2     | Grã-Bretanha           | Campo Norte, Estádio de Hóquei Oi, Tóquio Árbitros: AUS Aleisha Neumann RSA Annelize Rostron |
| Iglesias 20' Bonastre 51'           | Relatório | Martin 17' Balsdon 37' | Campo Norte, Estádio de Hóquei Oi, Tóquio Árbitros: AUS Aleisha Neumann RSA Annelize Rostron |
| Penalidades                         |           |                        | Campo Norte, Estádio de Hóquei Oi, Tóquio Árbitros: AUS Aleisha Neumann RSA Annelize Rostron |
| Ycart · García Grau · Oliva · Pérez | 0 – 2     | Toman · Martin · Jones | Campo Norte, Estádio de Hóquei Oi, Tóquio Árbitros: AUS Aleisha Neumann RSA Annelize Rostron |

### Semifinais
| 4 de agosto 10:30                                   |           |              |                                                                                               |
| Países Baixos                                       | 5 – 1     | Grã-Bretanha | Campo Norte, Estádio de Hóquei Oi, Tóquio Árbitros: RSA Michelle Joubert BEL Laurine Delforge |
| Albers 19', 38' Keetels 18' Verschoor 32' Matla 49' | Relatório | Ansley 41'   | Campo Norte, Estádio de Hóquei Oi, Tóquio Árbitros: RSA Michelle Joubert BEL Laurine Delforge |

| 4 de agosto 19:00    |           |           |                                                                                               |
| Argentina            | 2 – 1     | Índia     | Campo Norte, Estádio de Hóquei Oi, Tóquio Árbitros: NZL Michelle Joubert GBR Laurine Delforge |
| Barrionuevo 18', 37' | Relatório | Gurjit 2' | Campo Norte, Estádio de Hóquei Oi, Tóquio Árbitros: NZL Michelle Joubert GBR Laurine Delforge |

### Disputa pelo bronze
| 6 de agosto 10:30                                   |           |                             |                                                                                               |
| Grã-Bretanha                                        | 4 – 3     | Índia                       | Campo Norte, Estádio de Hóquei Oi, Tóquio Árbitros: RSA Michelle Joubert GER Michelle Meister |
| Rayer 16' Robertson 24' Pearne-Webb 35' Balsdon 48' | Relatório | Gurjit 25', 26' Vandana 29' | Campo Norte, Estádio de Hóquei Oi, Tóquio Árbitros: RSA Michelle Joubert GER Michelle Meister |

### Final
| 6 de agosto 19:00                     |           |                |                                                                                           |
| Países Baixos                         | 3 – 1     | Argentina      | Campo Norte, Estádio de Hóquei Oi, Tóquio Árbitros: BEL Laurine Delforge GBR Sarah Wilson |
| Van Geffen 23' Van Maasakker 26', 29' | Relatório | Gorzelany 30+' | Campo Norte, Estádio de Hóquei Oi, Tóquio Árbitros: BEL Laurine Delforge GBR Sarah Wilson |

## Classificação final
| Pos.              | Equipe            | Campanha (V–E–D) |
| ----------------- | ----------------- | ---------------- |
| Medalha de ouro   | NED Países Baixos | 8–0–0            |
| Medalha de prata  | ARG Argentina     | 5–0–3            |
| Medalha de bronze | GBR Grã-Bretanha  | 4–1–3            |
| 4                 | IND Índia         | 3–0–5            |
| 5                 | AUS Austrália     | 5–0–1            |
| 6                 | GER Alemanha      | 4–0–2            |
| 7                 | ESP Espanha       | 3–1–2            |
| 8                 | NZL Nova Zelândia | 2–0–4            |
| 9                 | CHN China         | 2–0–3            |
| 10                | IRL Irlanda       | 1–0–4            |
| 11                | JPN Japão         | 0–0–5            |
| 12                | RSA África do Sul | 0–0–5            |